# Stemona angusta
Stemona angusta är en enhjärtbladig växtart som beskrevs av I.R.H.Telford. Stemona angusta ingår i släktet Stemona och familjen Stemonaceae. Inga underarter finns listade.